# Polyodontes frons
Polyodontes frons är en ringmaskart som beskrevs av Hartman 1939. Polyodontes frons ingår i släktet Polyodontes och familjen Acoetidae.
Artens utbredningsområde är Mexikanska golfen. Inga underarter finns listade i Catalogue of Life.